# Antichi Preamboli
Gli Antichi Preamboli (Proemial Gods) sono un gruppo di personaggi dell'Universo fumettistico Marvel Comics. Si tratta di entità cosmiche, apparse all'inizio dell'universo, con il compito di presiedere l'ordine dello stesso.
Sono apparsi per la prima volta nel crossover Annihilation, e più precisamente in Annihilation: Silver Surfer #3, dell'agosto 2006.
Sono noti cinque Antichi Preamboli, anche se nella narrazione viene implicato che potrebbero essere di più:
- Aegis, che presiede al dolore e alla sofferenza
- Diableri, che presiede al caos
- Tenebroso, che presiede all'oscurità
- Brio, che presiede alla vita
- Antiphon, il neutrale, che presenta molte caratteristiche affini agli Osservatori